# Свети Димитър (Слимнища)
Вижте пояснителната страница за други значения на Свети Димитър.
„Свети Димитър“ (на гръцки: Αγίου Δημητρίου) е възрожденска православна църква, разположена в село Слимнища (Милица), дем Хрупища, Гърция. Храмът е част от Костурската епархия.
Църквата е гробищен храм, разположен на няколкостотин метра западно от Слимнища. Построена е в XVII век.